# Červenec 2003
3. července – čtvrtek
 Židovská čtvrť a bazilika svatého Prokopa v Třebíči byla zapsána do seznamu světového dědictví UNESCO. 
4. července – pátek
 Při požáru Faustova domu na Karlově náměstí v Praze byli zraněni 4 lidé. 
5. července – sobota
 Nejméně 13 lidí zemřelo po sebevražedném atentátu na rockovém festivalu na letišti Tušino v Moskvě. 
15. července – úterý
 Český prezident Václav Klaus jednal v Paříži s francouzským prezidentem Jacquesem Chiracem a premiérem Jeanem-Pierrem Raffarinem 
 Český premiér Vladimír Špidla jednal ve Washingtonu s americkým prezidentem Georgem Bushem a ministrem obrany Donaldem Rumsfeldem. 
16. července – středa
 Rada České televize zvolila novým generálním ředitelem České televize Jiřího Janečka. 
18. července – pátek
 Americký prezident George Bush a britský premiér Tony Blair vyjádřili přesvědčení, že Irák vlastnil zbraně hromadného ničení, přestože se nikdy nenašly. 
 Britský zbrojní expert a inspektor OSN David Kelly byl nalezen mrtev po údajné sebevraždě. Tvrdil, že vláda zveličila informace o jaderné hrozbě Iráku, aby ospravedlnila útok na Irák. 
22. července – úterý
 Američtí vojáci zabili syny iráckého prezidenta Saddáma Husajna Udaje a Kusaje. 
27. července – neděle
 Na koncert britské kapely The Rolling Stones na Letenské pláni v Praze přišlo 90 000 návštěvníků. 